# Campionati italiani di winter triathlon del 2010
I Campionati italiani di winter triathlon del 2010 (XII edizione) sono stati organizzati dalla Federazione Italiana Triathlon e si sono tenuti a Valgrisenche in Val d'Aosta, in data 17 gennaio 2010.
Tra gli uomini ha vinto per la sesta volta consecutiva Daniel Antonioli ( Esercito), mentre la gara femminile è andata per la quarta volta - dopo le edizioni del 2003, 2004 e 2005 - a Stefania Bonazzi (Silca Ultralite).

## Risultati

### Élite uomini
| Pos. | Atleta             | Società sportiva             | Corsa   | Bici    | Sci di fondo | Totale  |
| ---- | ------------------ | ---------------------------- | ------- | ------- | ------------ | ------- |
|      | Daniel Antonioli   | Esercito                     | 0:22:42 | 0:35:50 | 0:25:54      | 1:24:26 |
|      | Giuseppe Lamastra  | Trisports.it Team            | 0:26:44 | 0:38:11 | 0:27:59      | 1:32:54 |
|      | Thomas Niederegger | Malles Triathlon             | 0:23:25 | 0:41:36 | 0:28:33      | 1:33:34 |
| 4    | Walter Polla       | Triathlon Alto Adige         | 0:26:25 | 0:39:53 | 0:28:18      | 1:34:36 |
| 5    | Stefano Bonadei    | Freezone                     | 0:26:37 | 0:44:46 | 0:28:36      | 1:39:59 |
| 6    | Gildo Vuillen      | Trisports.it Team            | 0:25:01 | 0:42:28 | 0:33:02      | 1:40:31 |
| 7    | Luca Alladio       | Trisports.it Team            | 0:26:41 | 0:44:45 | 0:29:20      | 1:40:46 |
| 8    | Gabriele Carretta  | Silca Ultralite              | 0:26:10 | 0:46:25 | 0:28:29      | 1:41:04 |
| 9    | Stefano Luciani    | Poletti                      | 0:24:25 | 0:45:24 | 0:31:32      | 1:41:21 |
| 10   | Guido Ricca        | Triathlon Cremona Stradivari | 0:26:40 | 0:44:35 | 0:30:15      | 1:41:30 |
| 11   | Mattia De Paoli    | Silca Ultralite              | 0:26:26 | 0:47:10 | 0:29:17      | 1:42:53 |
| 12   | Pietro Riva        | Triathlon Lecco              | 0:27:25 | 0:47:14 | 0:29:43      | 1:44:22 |
| 13   | Andrea Maino       | Padova Nuoto Triathlon       | 0:27:34 | 0:47:16 | 0:30:22      | 1:45:12 |
| 14   | Michel Rainer      | Triathlon Alto Adige         | 0:27:07 | 0:50:42 | 0:27:37      | 1:45:26 |
| 15   | Erik Benedetto     | Trisports.it Team            | 0:27:24 | 0:49:00 | 0:29:57      | 1:46:21 |
| 16   | Jimmi Pellegrini   | Triathlon Alto Adige         | 0:26:19 | 0:46:20 | 0:34:38      | 1:47:17 |
| 17   | Paolo Manara       | CUS Trento CTT               | 0:28:26 | 0:49:18 | 0:29:39      | 1:47:23 |
| 18   | Giovanni Bertagnin | Valle Gesso Sport            | 0:27:12 | 0:48:08 | 0:33:21      | 1:48:41 |
| 19   | Danilo Ciscato     | Poletti                      | 0:28:35 | 0:51:53 | 0:29:38      | 1:50:06 |
| 20   | Luca Panzavolta    | Padova Nuoto Triathlon       | 0:27:19 | 0:51:21 | 0:31:31      | 1:50:11 |

### Élite donne
| Pos. | Atleta              | Società sportiva           | Corsa   | Bici    | Sci di fondo | Totale  |
| ---- | ------------------- | -------------------------- | ------- | ------- | ------------ | ------- |
|      | Stefania Bonazzi    | Silca Ultralite            | 0:30:12 | 0:53:40 | 0:33:15      | 1:57:07 |
|      | Laura Mazzucco      | Alba Triathlon             | 0:29:42 | 0:53:13 | 0:35:08      | 1:58:03 |
|      | Patrizia Dorsi      | Piacenza Triathlon Vivo    | 0:33:48 | 0:57:44 | 0:47:31      | 2:19:03 |
| 4    | Roberta Fedeli      | Tri. Rari Nantes Marostica | 0:36:49 | 1:04:06 | 0:38:45      | 2:19:40 |
| 5    | Maria Angioni       | Torino 3                   | 0:33:43 | 1:05:00 | 0:41:37      | 2:20:20 |
| 6    | Laura Pederzoli     | Fumane Triathlon           | 0:35:35 | 1:04:41 | 0:44:15      | 2:24:31 |
| 7    | Gisella Locardi     | Piacenza Triathlon Vivo    | 0:29:39 | 0:59:55 | 0:57:25      | 2:26:59 |
| 8    | Beverley Gibson     | Alba Triathlon             | 0:34:49 | 1:02:59 | 0:50:52      | 2:28:40 |
| 9    | Greta Vettorata     | Silca Ultralite            | 0:35:21 | 1:11:10 | 0:43:15      | 2:29:46 |
| 10   | Nadia Dal Ben       | Cuneo Triathlon            | 0:36:16 | 1:13:25 | 0:41:38      | 2:31:19 |
| 11   | Federica Ferrari    | Friesian Team              | 0:36:12 | 1:16:32 | 0:42:55      | 2:35:39 |
| 12   | Federica Cataudella | Road Runners               | 0:32:46 | 1:06:04 | 1:01:03      | 2:39:53 |
| 13   | Giovanna Basso      | Valle Gesso Sport          | 0:40:19 | 1:17:05 | 0:43:31      | 2:40:55 |
| 14   | Alessia Orla        | Torino 3                   | 0:35:14 | 1:20:55 | 0:46:50      | 2:42:59 |
| 15   | Virna Stavla        | Padova Triathlon           | 0:39:04 | 1:16:05 | 0:49:20      | 2:44:29 |
| 16   | Silvia Fiandino     | Torino 3                   | 0:41:35 | 1:10:27 | 0:53:51      | 2:45:53 |
| 17   | Livia Ferrua        | Valle Gesso Sport          | 0:40:28 | 1:23:35 | 0:42:14      | 2:46:17 |
| 18   | Sara Brancati       | Torino 3                   | 0:39:11 | 1:08:36 | 0:59:26      | 2:47:13 |
| 19   | Stefania Signora    | Padova Triathlon           | 0:41:32 | 1:15:50 | 0:52:17      | 2:49:39 |
| 20   | Adele Montonati     | Poletti                    | 0:33:29 | 1:14:23 | 1:04:20      | 2:52:12 |